# Shannon Scully
Pour les articles homonymes, voir Scully.
Shannon Scully, née le 3 mars 1999 à Huntington Beach aux États-Unis, est une joueuse américaine de volley-ball évoluant au poste de réceptionneuse-attaquante.

## Biographie

### Carrière
Originaire de l'État de Californie, elle commence à jouer au volley-ball avec l'équipe de Tstreet. En parallèle, elle participe également à des tournois scolaires locaux avec la Mater Dei HS. Elle prend part ensuite au Championnat NCAA avec l'équipe de l'Utah (it) (2017), puis avec Pepperdine (2018-2020), puis enfin avec l'University of Southern California (en) (2021).
En 2022, elle signe son premier contrat professionnel avec le Terville Florange OC, équipe de Ligue A française. Au niveau personnel, elle est la joueuse de Ligue AF 2022-2023 qui effectue le plus grand nombre de réceptions positives (495). L'année suivante, elle rejoint la Pro Volleyball Federation 2024 (it) en s'engageant avec le Grand Rapids Rise (en). 
Lors de la saison 2025, elle s'engage avec une autre franchise américaine : l'Orlando Valkyries (en).

## Clubs
- Terville Florange OC (2022–2023)
- Grand Rapids Rise (en) (2024)
- Orlando Valkyries (en) (2025)